# Adriana Cavarero
 (octobre 2021).
Adriana Cavarero (née en 1947) est une philosophe et théoricienne féministe italienne. Professeure de philosophie politique à l'université de Vérone, elle est invitée à l'université de Californie, à Berkeley, à Santa Barbara, à l'université de New York et à Harvard. Adriana Cavarero est reconnue en Italie, en Europe ainsi que dans le monde anglophone pour ses écrits sur plusieurs questions littéraires et de philosophie politique, dont le féminisme et les théories de la différence sexuelle, Platon, Hannah Arendt, et les théories de la narration.

## Biographie
Adriana Cavarero naît à Bra en Italie, et étudie à l'université de Padoue. Elle y soutient sa thèse sur la poésie et la philosophie en 1971, et y passe les premières années de sa carrière universitaire. En 1983, elle quitte Padoue pour l'université de Vérone. Elle y contribue à fonder Diotima, groupe engagé de philosophie féministe. Elle est formée à la philosophie antique (notamment Platon) s'inspire de la philosophe féministe Luce Irigaray. Adriana Cavarero devient célèbre par son ouvrage, En dépit de Platon. Il s'agit de réinterpréter Platon, ainsi qu'Homère et Parménide, en réhabilitant quatre figures féminines.

## Œuvre
Dans son ouvrage Organes seigneuriales, Adriana Cavarero se place à l'intersection de la philosophie politique et de la pensée féministe. Elle y étudie la métaphore du corps en politique, ainsi que les fictions politiques : l'Antigone de Sophocle, le Timée de Platon, Hamlet de Shakespeare, Leviathan de Hobbes, Le Tombeau d'Antigone de María Zambrano et Ondine Goes d'Ingeborg Bachmann.

### Raconter des histoires: narration et individualité(2000)
Influencée par l'œuvre d'Hannah Arendt, Adriana Cavarero écrit Raconter des histoires : narration et individualité où elle développe une théorie de l'ipséité en tant que « soi narrable ». Dans Giving an Account of Oneself, Judith Butler traite de ce livre, en opposant sujet souverain de la tradition métaphysique et sujet qui pose l'existence de l'autre comme nécessaire. Par des interprétations de figures aussi diverses qu'Homère, Sophocle, Les Mille et une nuits, Isak Dinesen et Gertrude Stein, Raconter des histoires se situe à l'intersection de la théorie narrative, de l'éthique et du discours politique.
Adriana Cavarero écrit que l'individu se perçoit comme narrable, comme protagoniste d'une histoire qu'il aspire à faire entendre aux autres. Ce désir que notre histoire soit racontée constitue son identité, qui n'est pas une qualité innée ni un moi intérieur, mais l'aboutissement d'une pratique relationnelle, quelque chose qui lui est donné d'un autre, sous la forme d'un récit de vie, d'une biographie.

### Pour plus d'une voix: vers une philosophie de l'expression vocale(2005)
Adriana Cavarero, écrit ensuite Pour plus d'une voix : vers une philosophie de l'expression vocale. Cet ouvrage, au sujet de la relation entre parole et politique, reprend la notion de zoon logon echon (animal doté de parole) que l'on trouve chez Aristote. La voix du locuteur comprend son unicité incarnée : Adriana Cavarero s'écarte ainsi de conceptions plus traditionnelles du discours politique, comme la capacité signifiante du locuteur, la capacité communicative du discours ou le contenu sémantique d'un énoncé donné. Elle s'inspire de Condition de l'homme moderne, d'Hannah Arendt : pour elle, la parole a pour principal intérêt le fait que les êtres humains qui l'emploient s'affirment et entrent ainsi dans le monde humain (bien plus que la communication). Son approche est phénoménologique et est fondée sur la singularité de la voix .

### Horrorisme: nommer la violence contemporaine(2008)
Dans cet ouvrage, Adriana Cavarero émet la thèse selon laquelle les scènes de violence des vingtième et vingt-et-unième siècles ne peuvent entrer dans les catégories de philosophie contemporaine (« terrorisme », « guerre », « ami/ennemi ») et propose un changement de perspective, du côté de la victime, désarmée ou sans défense. Cavarero propose le nom d'« horreur » pour ces formes de violence qu'elle qualifie de « crimes » qui « offensent la condition humaine à son niveau ontologique ». Associant la notion de natalité d'Hannah Arendt et la description de la domination maternelle de Thomas Hobbes, comme le pouvoir de « nourrir ou de détruire », Adriana Cavarero élabore cette ontologie comme une « vulnérabilité », exposition réciproque dans laquelle nous sommes livrés au soin ou au mal de l'autre, « presque comme si l'absence de mal ou de soin n'était même pas pensable ». Elle soutient que c'est précisément cette alternative entre soigner et faire du mal - et non une « cruauté pure et gratuite » - qui est le « noyau générateur » de l'horreur, précisément parce que cette vulnérabilité est la condition de la vie humaine telle qu'elle est donnée de la naissance à la mort. L'horreur est, pour ainsi dire, un rejet radical des soins, une blessure infligée précisément là où les soins étaient le plus nécessaires. Par conséquent, la violence frappe plus profondément la « dignité » de la vie corporelle unique qui est lésée ; ou, parce que l'horreur est une forme de violence rendue possible par la vulnérabilité accrue de l'impuissance, elle révèle aussi implicitement cette dignité.

### Inclinaisons: une critique de la droiture(2016)
Les Inclinations d'Adriana Cavarero critiquent la caractérisation de l'être humain comme étant droit, qui apparaît en art et en sciences humaines[Quoi ?]. Son objectif est d'éclairer « les effets de cette figuration, les « vérités » et les « rapports de pouvoir » que ces figurations discursives ou artistiques produisent et installent… notre vision des femmes, notre compréhension globale et notre image de soi collective."  La figuration de l'être humain comme « debout », selon Adriana Cavarero, occulte l'inclination, qu'elle considère plus naturelle. Dans ce livre, elle affine une « rhétorique de l'inclination », afin de la superposer « comme un écran transparent, sur la rhétorique du sujet philosophique, pour mettre en évidence les différences entre les deux modèles ontologiques, éthiques et politiques. »